# پریکوله
پریکوله (به آلمانی: Prökuls) در لیتوانی با جمعیت ۱٬۶۹۰ نفر است که در lithuania minor واقع شده‌است.